# Telecomunicações do Espírito Santo
Telecomunicações do Espírito Santo S/A (TELEST) foi a empresa operadora de telefonia do sistema Telebras no estado do Espírito Santo antes do processo de privatização em julho de 1998.

## História
A TELEST foi fundada em 1951 com o nome de Companhia Telefônica do Espírito Santo (CTES), sendo uma subsidiária da Companhia Telefônica Brasileira (CTB) até o ano de 1972, quando teve o controle acionário transferido para a Telebras, mudando de nome.
Após o processo de privatização em 1998 as operações de telefonia fixa foram absorvidas pela Telemar (atual Oi).